# 灰罐本漫畫
灰罐本漫畫（ashcan comic）是美國漫畫的一種特殊形式，純粹為註冊商標而製作，並非用於銷售。此做法盛行於1930至1940年代漫畫書產業初期，後因美國商標法修訂而逐漸消失。1980年代，鮑伯·伯登（Bob Burden）重新使用該詞稱呼其自費出版漫畫的原型稿。1990年代後，該詞亦用於指稱大量印製的宣傳品。影視產業則借用「灰罐副本」（ashcan copy）一詞，指為保留授權權利而製作的低成本內容。

## 原始用途
現代漫畫書於1930年代誕生後迅速流行。 為搶註聽起來刺激的標題商標，全美出版公司（All-American Publications）與福西特漫畫等出版商發展出灰罐本——尺寸與普通漫畫相同，通常為黑白封面。 這類漫畫多數回收舊封面圖像，僅黏貼新標題， 內頁可能是已出版的全彩內容、 未完成的鉛筆稿， 甚至只有封面而無內頁。 裝訂品質參差，從手工釘裝到機器裁切皆有。 DC漫畫是使用此手法最頻繁的出版商。 部分透過灰罐本註冊的標題從未正式出版。
灰罐本旨在讓美國專利商標局誤認該漫畫已發行， 從而核准商標註冊。 由於無其他用途，出版商通常僅印製2份：1份提交商標局，1份存檔。 偶爾會寄給經銷商以確立出版日期， 但多數灰罐本印量不超過5份。
當時垃圾筒俗稱「灰罐」（ash can），因用於裝填取暖燃燒後的煤灰。 此類漫畫被如此稱呼，正因其價值僅供商標註冊後丟棄。 少量留存本可能贈予員工或訪客留念。 1946年美國商標法修正後，出版商改以「意向使用」申請商標， 加上業界認為此舉只是律師賺取費用的手段， 灰罐本逐漸消失。現因此類漫畫極度稀有，成為收藏家高價競標目標。 2021年4月，一本《動作漫畫》（Action Comics）#1灰罐本以20.4萬美元成交。

## 後期應用
1984年，黃金時代漫畫收藏家鮑伯·伯登創作《Flaming Carrot Comics》時，印製雜誌尺寸的原型稿分發給協助者與零售商，稱其為灰罐本，每期印量少於40份。
1992年，漫畫家羅伯·萊菲爾德（Rob Liefeld）將此詞用於口袋尺寸的《Youngblood》#1原型版，但此次灰罐本改為大量發行，強調稀有性與收藏價值。 作為Image漫畫的首批出版物，其成功引發模仿潮，此後一年間幾乎所有Image新作皆推出灰罐本， 印量達500至5,000份。 1993年，Triumphant Comics甚至宣傳印量5萬份的灰罐本。
1990年代中期漫畫市場泡沫破裂後，該詞轉指新作宣傳手冊。 黑馬漫畫、IDW出版社與DC漫畫等仍沿用此模式行銷新刊， 新銳創作者也以手工裝訂的灰罐本向編輯推銷作品。

## 影視產業
影視界借用該詞指為保留角色授權而製作的低成本內容，例如1967年動畫《哈比人歷險記》、 1994年未上映的《驚奇4超人》、 2009年《Porky's Pimpin' Pee Wee》與2015年《時光之輪》試播集等。